# Koguinan
Koguinan est un village situé dans la sous-préfecture de Djangokro et appartenant au Département de Dimbokro, Région du N'Zi. Électrifié le 27 mai 2019, il est le village voisin de Bocabo,,.
Koguina est le troisième et dernier village sur l'axe Dadié-Kouassikro - Bocabo - Koguinan.